# Prezidentské volby v Abcházii 2004
Volba prezidenta Abcházie v roce 2004 byla v pořadí třetí volba prezidenta této tehdy mezinárodně neuznané kavkazské země a v pořadí druhá přímá volba hlavy státu. Na rozdíl od minulých voleb, kdy první prezident republiky Abcházie Vladislav Ardzinba nemusel čelit žádnému protikandidátovi, se do volebního klání přihlásilo vícero kandidátů. Dle Ústavy Abcházie již Ardzinba nesměl kandidovat potřetí a neumožnil by to ani jeho špatný zdravotní stav.

## Kandidáti
Kandidáti byli do voleb nominováni iniciativními skupinami, společensko-politickými hnutími nebo politickými stranami. Nominace probíhala od 4 do 23. srpna 2004 a kandidát pak musel do stejného data kandidaturu potvrdit registrací u Ústřední volební komise, kdy odevzdal tiskopisy s minimálně než 2000 podpisy, ale ne více než s 2500 podpisy svých podporovatelů. Kandidáti poté absolvovali test znalosti abchazského jazyka a proběhlo ověření, zda žili na území Abcházie nepřetržitě alespoň po dobu pěti let před volbami.
Do voleb bylo nominováno až devět kandidátů, z kterých sedm provedlo registraci kandidatury. Jeden z kandidátů byl vyloučen a 2. září 2004 Ústřední volební komise potvrdila šest kandidátů. Hned následující den další z kandidátů odstoupil a zůstalo tak následujících pět kandidátů:
| Kandidát na prezidenta | Zaměstnání, zkušenosti s politikou               | Nominace                                                              | Kandidát na viceprezidenta |
| --- | ------------------------------------------------ | --------------------------------------------------------------------- | -------------------------- |
| Anri Džergenija | Premiér (2001–2002)                              | Iniciativní skupina (4. srpna)                                        | Ruslan Kišmarija           |
| Raul Chadžimba | Premiér (2003-2004)                              | Iniciativní skupina (5. srpna), Apsny (10. srpna)                     | Vitalij Smyr               |
| Sergej Bagapš | ředitel elektrárenské společnosti Černomorenergo | Jednotná Abcházie (5. srpna), Amcachara, Aitaira                      | Stanislav Lakoba           |
| Sergej Šamba | Ministr zahraničí (1997-2004)                    | Iniciativní skupina (6. srpna)                                        | Vladimir Aršba             |
| Jakub Lakoba | Předseda Abchazské národní strany                | Iniciativní skupina (12. srpna), Abchazská národní strana (18. srpna) | Fatima Kviciniová          |
| Valerij Aršba, dosavadní Ardzinbův viceprezident, se po úspěšné registraci kandidatury vzdal. |                                                  |                                                                       |                            |
| Aleksandr Ankvab, podnikatel a bývalý ministr vnitra, byl z kandidátní listiny vyřazen poté, kdy odmítl podstoupit test znalosti abcházštiny. |                                                  |                                                                       |                            |
| Nodar Chašba byl nominován iniciativní skupinou, avšak svou kandidaturu nezaregistroval, protože dle svých slov nehodlal vůbec kandidovat. Navíc iniciativa vzešla bez jeho vědomí a nesplňoval zákonné podmínky ohledně pětiletého pobytu v Abcházii. |                                                  |                                                                       |                            |
| Anatolij Otyrba, podnikatel, nezískal dostatečný počet podpisů k registraci kandidatury. Ani on by nesplnil zákonné podmínky ohledně pětiletého pobytu v Abcházii.                                                                                     |                                                  |                                                                       |                            |

## Hlasování a výsledky
Při hlasování mohli voliči zaškrtnou svého kandidáta, nebo mohli zvolit proti všem kandidátům či odevzdat neplatný hlas. Volební účast dosáhla 62,9 % z celkového počtu 137 564 oprávněných voličů. Volby dopadly takto:
Volební zákon neumožňuje kandidátům provádět kampaň ve volební den 3. října. Volební místnosti byly otevřeny v 8:00 místního času. Předseda sdružení pro účast voličů v politice Nikolaj Timakov prohlásil na tiskové konferenci, že volby byly obecně dobře zorganizovány. Bylo zjištěno několik drobných porušení volebního řádu, avšak nebyly natolik závažné, aby ovlivnily výsledek. Dle Timakova byly volební místnosti kontrolovány jeho klubem a příslušníci policie zajistili bezpečnost hlasujících, zabránili manipulacím kontrolou volebních lístků všech kandidátů, zveřejněných výňatků volebního zákona i zda ve volebních místnostech visí plakáty všech kandidátů.
| Pořadí                | Kandidát na prezidenta | Kandidát na viceprezidenta | Počet hlasů | Počet hlasů v % |
| --------------------- | ---------------------- | -------------------------- | ----------- | --------------- |
| 1.                    | Sergej Bagapš          | Stanislav Lakoba           | 43 336      | 50,08 %         |
| 2.                    | Raul Chadžimba         | Vitalij Smyr               | 30 815      | 35,61 %         |
| 3.                    | Sergej Šamba           | Vladimir Aršba             | 5 993       | 6,93 %          |
| 4.                    | Anri Džergenija        | Ruslan Kišmarija           | 2 277       | 2,63 %          |
| 5.                    | Jakub Lakoba           | Fatima Kviciniová          | 806         | 0,93 %          |
| Proti všem kandidátům | Proti všem kandidátům  | Proti všem kandidátům      | 1 230       | 1,42 %          |
| Neplatné hlasy        | Neplatné hlasy         | Neplatné hlasy             | 2404        | 2,78 %          |
| Celkem                | Celkem                 | Celkem                     | 86 525      | 100 %           |